# عوارض جاده‌ای

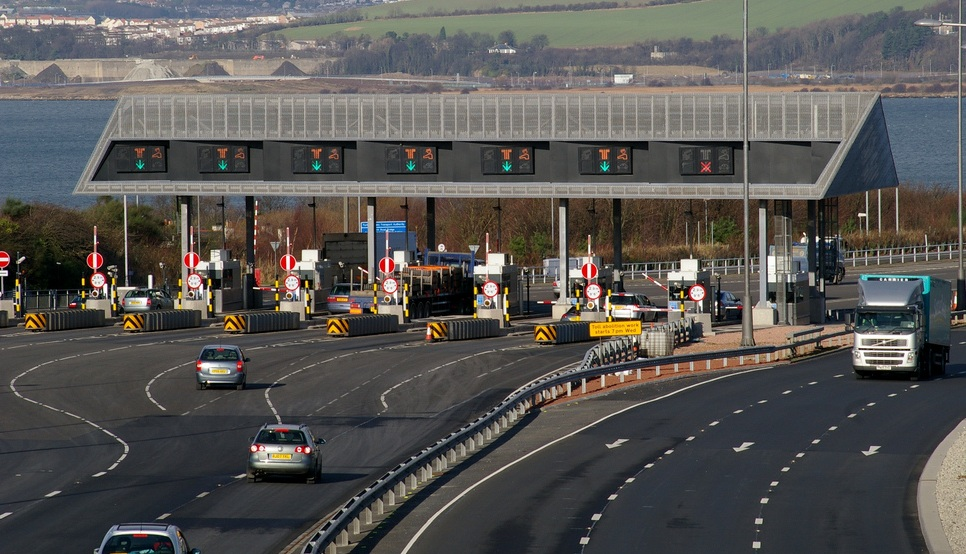

عوارض جاده‌ای (به انگلیسی: Road pricing) که با نام کلی عوارض یا عوارضی مرسوم است، به نوعی مالیات برای حمل و نقل کالا محسوب می‌شود.
به‌طور کلی درآمد حاصل از این کار بایستی صرف نگهداری راه، تأسیس راه‌های جدید و برگشت سرمایه اولیه (در صورت سرمایه‌گذاری بخش خصوصی) گردد.
عوارض‌گیری معمولاً به سه روش انجام می‌شود:
- عوارض‌گیری دستی: ایران، آمریکا
- عوارض‌گیری نیمه اتوماتیک: آمریکا، اروپا
- عوارض‌گیری تمام اتوماتیک: سنگاپور